# Аймар, Лусиана
Лусиа́на Па́ула Айма́р (исп. Luciana Paula Aymar; 10 августа 1977, Росарио, Аргентина) — знаменитая аргентинская хоккеистка на траве, четырёхкратная медалистка летних Олимпийских игр, двукратная чемпионка мира, шестикратная победительница трофея чемпионов, трёхкратная чемпионка Панамериканских игр. Аймар является единственной в истории спортсменкой, которая 8 раз становилась хоккеисткой года по версии международной федерации хоккея на траве.

## Биография
Лусиана начала играть в возрасте семи лет за клуб «Атлетико Фишертон» в своем родном Росарио. Шесть лет спустя она переехала в Жокей-клуб де Росарио. Постепенно она начала тренироваться с юношеской сборной, для чего ей приходилось каждый день ездить в Буэнос-Айрес.
В своей международной карьере она выступала за Rot Weiss Köln из Германии и за Real Club de Barcelona из Испании. В своей стране Лусиана выступала за Quilmes Atlético Club и GEBA, где она выиграла La Liga Nacional (Национальная лига) и Torneo Metropolitano.
В 1997 году она вошла в состав юниорской сборной Аргентины, которая выиграла Чемпионат Панамериканских игр среди юниоров и получила бронзовую медаль на чемпионате мира по хоккею на траве среди женских молодёжных команд. Через год она дебютировала в сборной Аргентине, заняв четвёртое место на чемпионате мира 1998 года. Она была самой молодой аргентинкой (16 лет), выступавшей за сборную страны.
Первую свою значимую награду в составе сборной Аргентины Лусиана завоевала на Панамериканских играх, став победительницей турнира.
В 2000 году Лусиана Аймар дебютировала на летних Олимпийских играх. В женском хоккейном турнире сборная Аргентины смогла дойти до финала, где уступила хозяйкам турнира сборной Австралии 1:3. Сама Аймар приняла участие во всех 8-и матчах, в которых забила 3 гола. В 2002 году Аймар впервые стала чемпионкой мира, при этом став лучшим игроком турнира, а спустя год двукратной чемпионкой Панамериканских игр.
На летних Олимпийских играх 2004 года в Афинах сборная Аргентины оступилась в полуфинале, уступив сборной Нидерландов. В поединке за третье место аргентинки обыграли сборную Китая и стали обладательницами бронзовых наград. На олимпийском турнире Лусиана сыграла в 6 матчах, в которых забила 4 гола. В 2006 году сборной Аргентине не удалось отстоять титул чемпионок мира, завоевав только бронзовые медали, но на следующий год в Санто-Доминго Аймар в составе сборной стала трёхкратной победительницей Панамериканских игр.
На Летних Олимпийских играх 2008 года в Пекине сборная Аргентины вновь, как и 4 года назад, оступилась на полуфинальной стадии. Обидчиками аргентинок вновь выступили представительницы Нидерландов. В поединке за третье место сборная Аргентины обыграла сборную Германии 3:1. Лусиана Аймар сыграла во всех 7-ми матчах и забила 1 гол. 2010 год стал одним из самых удачных в карьере Лусианы. В течение года она завоевала золото чемпионата мира, проходившего в её родном Росарио, а также стала четырёхкратной обладательницей Трофея чемпионов. При этом оба раза Аймар становилась MVP турнира.
В 2008 году Международная федерация хоккея на траве признала Лусиану Аймар Легендой хоккея на траве.
В 2012 году на церемонии открытия летних Олимпийских игр 2012 года Аймар было доверено право нести флаг Аргентины. На самих играх в Лондоне хоккейная сборная Аргентины в очередной раз была близка к победе в олимпийском турнире, но вновь на пути к золоту встали голландки. В финале соревнований сборная Аргентины в упорной борьбе уступила сборной Нидерландов 0:2 и стала обладателем серебряных наград. На олимпийском турнире Аймар сыграла во всех 7-и матчах и забив 3 гола. В конце 2012 года Аймар в родном Росарио в пятый раз стала обладательницей Трофея чемпионов и в 6-й раз став лучшим игроком по итогам соревнований.
Помимо спорта, также является фотомоделью.
В 2015 году она присоединилась к ESPN Latin America для создания программ по женскому спорту.